# Alice Blom
Alice Blom (ur. 7 kwietnia 1980 w Oudeschild) – holenderska siatkarka grająca na pozycji przyjmującej. Wicemistrzyni Europy 2009. W latach 2003–2012 w reprezentacji Holandii wystąpiła w 276 meczach. Postanowiła przerwać karierę siatkarską z powodu sytuacji prywatnej i poprzez kolejne operacje. Od sezonu 2016/2017 występuje w tureckiej drużynie Yesilyurt Stambuł.

## Sukcesy klubowe
Puchar Holandii:
- 2001, 2003, 2007, 2008

Mistrzostwo Holandii:
- 2001, 2002, 2003, 2007, 2008

Superpuchar Holandii:
- 2001, 2002, 2007

Puchar Top Teams:
- 2004

Mistrzostwo Niemiec:
- 2005
- 2004

Puchar Niemiec:
- 2005

Superpuchar Turcji:
- 2009

Puchar Turcji:
- 2010

Liga Mistrzyń:
- 2010

Mistrzostwo Turcji:
- 2010

Mistrzostwo Azerbejdżanu:
- 2011

## Sukcesy reprezentacyjne
Grand Prix:
- 2007

Mistrzostwa Europy:
- 2009

Piemonte Woman Cup:
- 2010

## Nagrody indywidualne
- 2004 - Najlepsza atakująca Pucharu Top Teams
- 2008 - Najlepsza przyjmująca Volley Masters Montreux